# Michael B. Jordan
Michael Bakari Jordan (Santa Ana, 9 febbraio 1987) è un attore, regista e produttore cinematografico statunitense.
È noto per i suoi ruoli cinematografici come Oscar Grant nel dramma Prossima fermata Fruitvale Station (2013), come pugile Adonis Creed nel film spin-off di Rocky, Creed - Nato per combattere (2015) e il supercriminale Erik Killmonger in Black Panther (2018) e il suo cameo nel sequel Black Panther: Wakanda Forever (2022); tutti e quattro i film sono stati diretti da Ryan Coogler. Jordan ha ripreso il ruolo di Creed in Creed II (2018) e Creed III (2023); quest'ultimo ha segnato anche il suo debutto alla regia.
I ruoli televisivi di Jordan includono Wallace nella serie HBO The Wire (2002), Reggie Montgomery nella serie ABC La valle dei pini (2003-2006) e Vince Howard nella serie drammatica della NBC Friday Night Lights (2009-2011). Le sue altre interpretazioni includono anche Maurice "Bumps" Wilson in Red Tails (2012), Steve Montgomery in Chronicle (2012), Mikey in Quel momento imbarazzante (2014) e la Torcia Umana in Fantastic 4 - I Fantastici Quattro (2015).
Jordan è stato inserito fra le 100 persone più influenti al mondo dalla rivista Time nel 2020 e nel 2023. La rivista People invece lo ha incoronato "uomo più sexy del mondo" nel 2020. Mentre The New York Times lo ha classificato al 15° posto nella sua lista dei 25 più grandi attori del XXI secolo.
Il suo nome è presente tra le celebrità della nota Hollywood Walk of Fame di Los Angeles dal 1 marzo 2023.

## Biografia
Nato a Santa Ana, California, secondo dei tre figli di Donna Davis e Michael A.G. Jordan, ha una sorella maggiore di nome Jamila e un fratello minore di nome Khalid. Il suo secondo nome in lingua swahili significa "nobile promessa". All'età di due anni si trasferisce con la famiglia a Newark, New Jersey, dove ha frequentato la Newark Arts High School. Dopo aver preso parte a vari spot pubblicitari, all'età di dodici anni debutta come attore ottenendo piccole partecipazione alle serie televisive Cosby e I Soprano, oltre ad ottenere il suo primo ruolo cinematografico in Black & White.

### Primi lavori (1999-2012)
Jordan ha lavorato come modello per bambini per diverse aziende e marchi, prima di decidere di intraprendere la carriera di attore. Ha iniziato la sua carriera come attore professionista nel 1999, quando è apparso per un breve periodo in singoli episodi della serie televisiva Cosby e I Soprano. Il suo primo ruolo nel film principale è stato seguito nel 2001, quando è apparso in Hardball, con Keanu Reeves. Nel 2002 ha ottenuto più attenzione interpretando il ruolo piccolo ma fondamentale di Wallace nella prima stagione di The Wire di HBO. Nel marzo 2003 è entrato nel cast di La valle dei pini interpretando Reggie Montgomery in sostituzione di Chadwick Boseman, un adolescente problematico, fino a giugno 2006, quando Jordan è stato liberato dal suo contratto. Gli altri crediti di Jordan includono le apparizioni come guest in CSI: Scena del crimine, Senza traccia e Cold Case - Delitti irrisolti.
Successivamente ha avuto un ruolo da protagonista nel film Blackout e in The Assistants su The-N. Nel 2008 Jordan è apparso nel video musicale " Did You Wrong " di Pleasure P. Nel 2009 ha recitato come ospite in Burn Notice - Duro a morire nell'episodio "Hot Spot", interpretando un giocatore di football americano del liceo che si è scontrato e viene cacciato da un gangster locale. Nel 2010 è come guest-star in Law & Order: Criminal Intent nell'episodio "Inhumane società" come un pugile coinvolto in un crimine.
Nel 2009 Jordan ha iniziato a recitare nel dramma della NBC Friday Night Lights nel ruolo del quarterback Vince Howard. Ha interpretato il quarterback per due stagioni fino a quando lo spettacolo si è concluso nel 2011. Nel 2010 ha ottenuto un ruolo ricorrente nello show della NBC Parenthood interpretando Alex. Questo segnò la sua seconda collaborazione con lo showrunner Jason Katims, che era responsabile di Friday Night Lights. BuddyTV lo ha classificato al numero 80 nella sua lista di "TV Sexiest Men of 2011". Jordan ha interpretato Jace nel gioco per Xbox 360, Gears of War 3. Nel 2012 è apparso nel film Red Tails prodotto da George Lucas e ha interpretato il protagonista Steve Montgomery in Chronicle, un film su tre ragazzi adolescenti che sviluppano abilità sovrumane. Jordan è anche apparso come guest-star nell'episodio 14 della 8ª stagione di Dr. House - Medical Division, interpreta un paziente cieco.

### Affermazione (2013-2020)
Nel 2013 Jordan ha recitato come Oscar Grant in Prossima fermata Fruitvale Station, diretto da Ryan Coogler. La sua performance gli ha valso il plauso della critica; il critico cinematografico di The Hollywood Reporter Todd McCarthy ha scritto che gli ricordava "un giovane Denzel Washington ". In seguito al suo ruolo in Prossima fermata Fruitvale Station, Jordan è stato menzionato come "attore da osservare" da People e Variety. Time lo ha citato come una delle trenta persone sotto i 30 anni che stanno cambiando il mondo ed è stato anche indicato  come uno degli astri del 2013 da Entertainment Weekly e GQ.

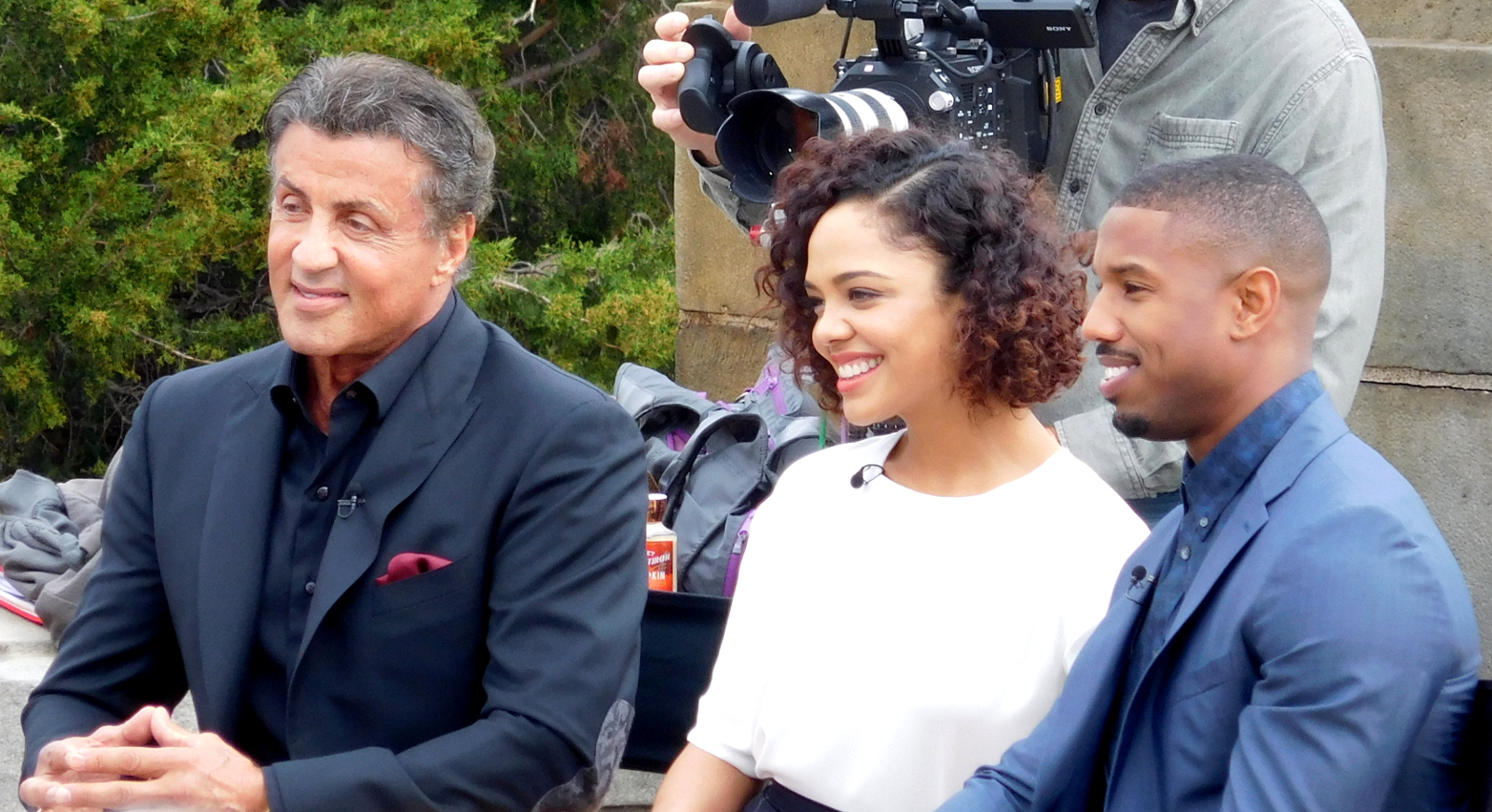
Sylvester Stallone, Tessa Thompson e Michael B. Jordan al Museo delle Arti, Filadelfia nel 2015

Nel 2015 ha interpretato il ruolo del supereroe Torcia Umana nel film Fantastic 4 - I Fantastici Quattro, diretto da Josh Trank. Il film è stato universalmente stroncato dalla critica, con una percentuale di approvazione del 9% su Rotten Tomatoes, ed è stato un fallimento al botteghino. Tuttavia più tardi, nel 2015, Jordan ha riscosso successo dalla critica e recensioni positive quando ha interpretato Adonis Creed, il figlio del pugile Apollo Creed nello spin-off di Rocky, Creed - Nato per combattere, la sua seconda collaborazione con Coogler, dove ha recitato con Sylvester Stallone. Jordan ha preparato il suo ruolo di pugile in Creed - Nato per combattere intraprendendo un anno di rigoroso allenamento fisico e una dieta a basso contenuto di grassi.

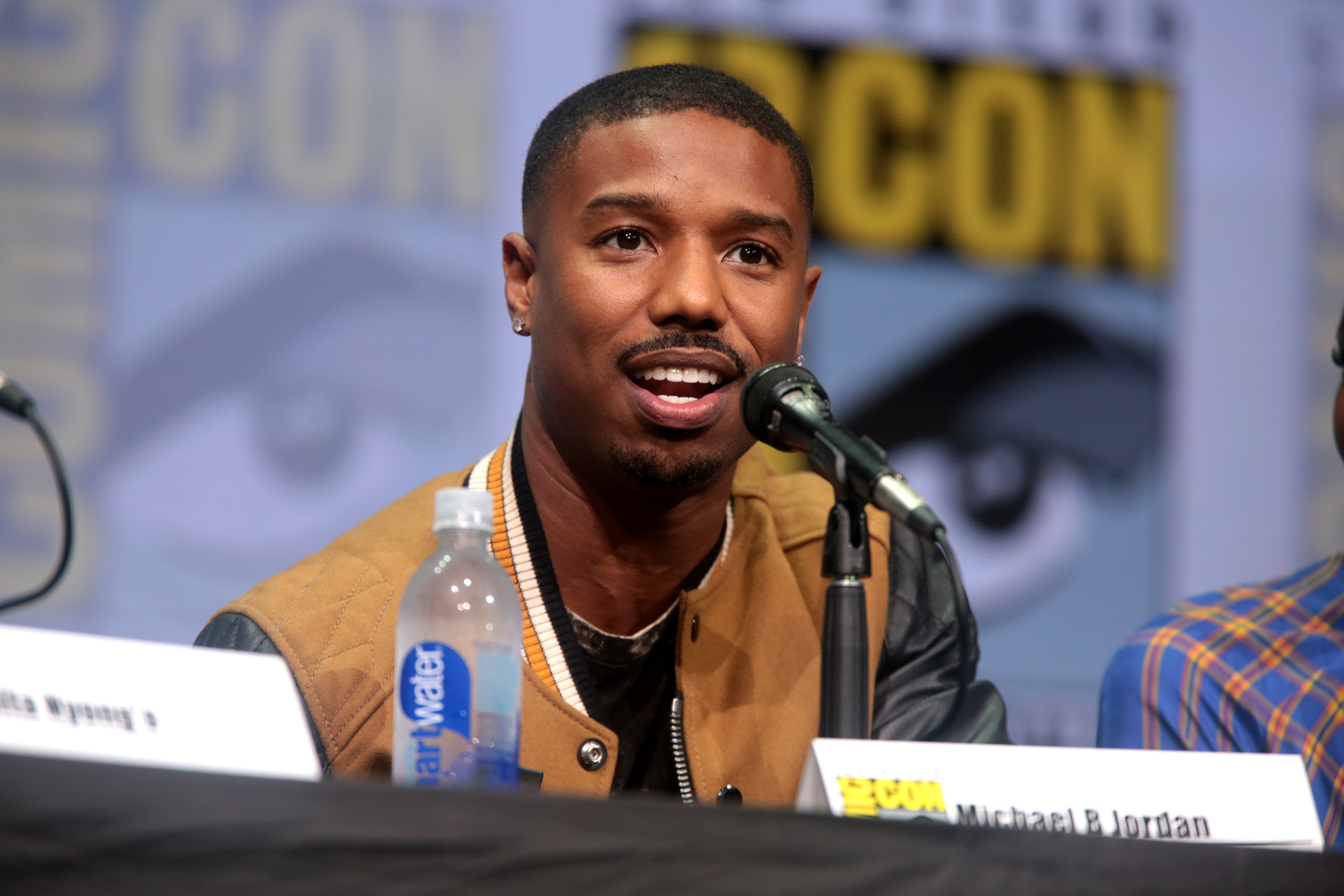
Michael B. Jordan al Comic Con nel 2017

Nell'ottobre 2017 è stato annunciato che Jordan è stato scelto per il ruolo di Mark Reese nella prossima serie di supereroi Netflix, Raising Dion. Nel febbraio 2018, Jordan ha interpretato il villain Erik Killmonger nel film del Marvel Cinematic Universe Black Panther; questo ha segnato la terza collaborazione di Jordan con Coogler. Jordan ha ricevuto il plauso della critica per la sua interpretazione. Dani Di Placido della rivista Forbes ha affermato che Jordan "ruba lo spettacolo" e Jason Guerrasio di Business Insider ha scritto che "Jordan interpreta un antagonista alimentato dall'odio e dal vuoto, non gli daremo il perché, ma lo consegna anche con una spavalderia che è solo una gioia da guardare... il film si spegne di più nella storia e guarda il divertimento ogni volta che Jordan è sullo schermo."
Più tardi nel 2018, Jordan ha recitato in Fahrenheit 451 con Michael Shannon e Sofia Boutella. Il film in televisione è stato distribuito su HBO da HBO Films. Nello stesso anno, Jordan ha ripreso il ruolo di pugile Adonis Creed in Creed II, un sequel di Creed - Nato per combattere (2015) e l'ottavo capitolo della serie di film Rocky. Creed II è stato distribuito negli Stati Uniti da Metro-Goldwyn-Mayer il 21 novembre 2018. Il film ha ricevuto recensioni generalmente positive da parte della critica e ha guadagnato $35,3 milioni nel suo weekend di apertura, segnando il più grande debutto di sempre per un film live-action distribuito durante il Giorno del Ringraziamento. Jordan ha interpretato Bryan Stevenson in un film biografico intitolato Il diritto di opporsi, uscito nelle sale statunitensi il 25 dicembre 2019.

### 2021-oggi
In seguito ha recitato in Senza rimorso, basato sul libro di Tom Clancy, nel ruolo di John Kelly, ex Navy SEAL e direttore dell'unità di controterrorismo d'élite Rainbow Six, film uscito il 25 febbraio 2021. Jordan è stato il protagonista di Journal for Jordan, diretto da Denzel Washington, come un soldato che "tenne un diario pieno di intense lezioni di vita per il loro figlio appena nato, Jordan, mentre era all'estero". Jordan ha ripreso il ruolo di Erik "Killmonger" Stevens nel Marvel Cinematic Universe in due episodi della prima stagione di What If...? (2021) e in Black Panther: Wakanda Forever (2022). 
Negli ultimi giorni del 2020 è stato annunciato un terzo capitolo della saga di Creed, in cui Jordan debutterà come regista oltre ad interpretare il personaggio di Adonis Creed; il film, intitolato Creed III, è uscito nel 2023. Successivamente ha lavorato di nuovo con Coogler nel film horror d'epoca I peccatori (Sinners) del 2025, interpretando i fratelli gemelli Smoke e Stack. È inoltre in programma un altro film con Coogler in un film intitolato Risposta sbagliata, basato sullo scandalo degli scandali di Atlanta Public Schools. Jordan dovrebbe anche apparire in un secondo remake di The Thomas Crown Affair.

## Vita privata
Jordan vive a Los Angeles dal 2006. È cresciuto in una famiglia religiosa e si considera "spirituale". A partire dal 2018, vive con i suoi genitori in una casa a Sherman Oaks. Dal dicembre 2022 possiede una quota di minoranza del club inglese di calcio del Bournemouth.

## Filmografia

### Attore

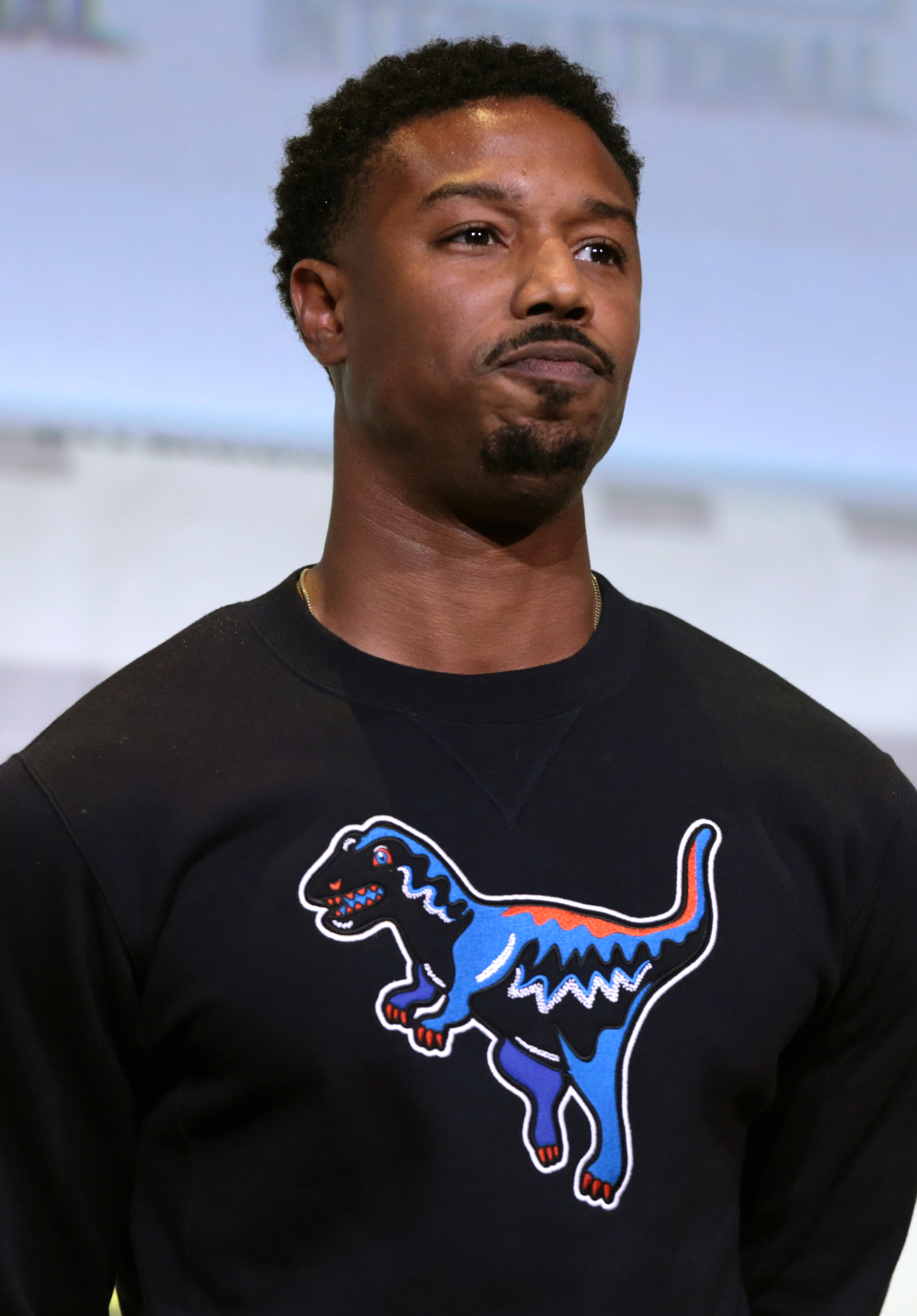
Michael B. Jordan al Comic Con nel 2016

#### Cinema
- Black & White, regia di James Toback (1999)
- Hardball, regia di Brian Robbins (2001)
- Blackout, regia di Jerry Lamothe (2007)
- Pastor Brown, regia di Rockmond Dunbar (2009)
- Red Tails, regia di Anthony Hemingway (2012)
- Chronicle, regia di Josh Trank (2012)
- Hotel Noir, regia di Sebastian Gutierrez (2012)
- Prossima fermata Fruitvale Station (Fruitvale Station), regia di Ryan Coogler (2013)
- Quel momento imbarazzante (That Awkward Moment), regia di Tom Gormican (2014)
- Fantastic 4 - I Fantastici Quattro (The Fantastic Four), regia di Josh Trank (2015)
- Creed - Nato per combattere (Creed), regia di Ryan Coogler (2015)
- Black Panther, regia di Ryan Coogler (2018)
- Kin, regia di Jonathan e Josh Baker (2018)
- Creed II, regia di Steven Caple Jr. (2018)
- Il diritto di opporsi (Just Mercy), regia di Destin Daniel Cretton (2019)
- Senza rimorso (Without Remorse), regia di Stefano Sollima (2021)
- Space Jam: New Legends (Space Jam: A New Legacy), regia di Malcolm D. Lee (2021) - cameo
- Le parole che voglio dirti (A Journal for Jordan), regia di Denzel Washington (2021)
- Black Panther: Wakanda Forever, regia di Ryan Coogler (2022) - cameo
- Creed III, regia di Michael B. Jordan (2023)
- I peccatori (Sinners), regia di Ryan Coogler (2025)

#### Televisione
- I Soprano (The Sopranos) – serie TV, 1 episodio (1999)
- Cosby – serie TV, 1 episodio (1999)
- The Wire – serie TV, 13 episodi (2002)
- CSI - Scena del crimine (CSI: Crime Scene Investigation) – serie TV, 1 episodio (2006)
- La valle dei pini (All My Children) – soap opera (2003-2006)
- Senza traccia (Without a Trace) – serie TV, 1 episodio (2006)
- Cold Case - Delitti irrisolti (Cold Case) – serie TV,Ragazzo prodigio 6 episodio 5 stagione (2007)
- Burn Notice - Duro a morire (Burn Notice) – serie TV, 1 episodio (2009)
- The Assistants – serie TV, 13 episodi (2009)
- Bones – serie TV, 1 episodio (2009)
- Friday Night Lights – serie TV, 26 episodi (2009-2011)
- Law & Order: Criminal Intent – serie TV, episodio 9x15 (2010)
- Lie to Me – serie TV, 2 episodi (2010-2011)
- Parenthood – serie TV, 16 episodi (2010-2011)
- County – film TV, regia di Jeffrey Reiner (2012)
- Dr. House - Medical Division (House, M.D.) – serie TV, episodio 8x14 (2012)
- Fahrenheit 451 – film TV, regia di Ramin Bahrani (2018)
- Dion (Raising Dion) - serie TV, 4 episodi (2019-2022)
- Love, Death & Robots – serie TV, episodio 2x07 (2021)

#### Videoclip
- Did You Wrong di Pleasure P (2008)

### Regista
- Creed III (2023)

### Produttore
- Fahrenheit 451 – film TV, regia di Ramin Bahrani (2018)
- Kin, regia di Jonathan e Josh Baker (2018)
- Creed II, regia di Steven Caple Jr. (2018)
- Il diritto di opporsi (Just Mercy), regia di Destin Daniel Cretton (2019)
- Senza rimorso (Without Remorse), regia di Stefano Sollima (2021)
- Le parole che voglio dirti (A Journal for Jordan), regia di Denzel Washington (2021)

### Doppiatore
- Gears of War 3 – videogioco (2011)
- Justice League: The Flashpoint Paradox, regia di Jay Oliva (2013)
- What If...? – serie animata (2021)
- America the Beautiful - serie TV, 6 episodi (2023)

## Riconoscimenti
- African-American Film Critics Association[38]
  - 2015 – Performance rivelazione per Creed – Nato per combattere
- Austin Film Critics Association Awards[39]
  - 2015 – Candidatura per il Miglior attore per Creed – Nato per combattere
- Black Film Critics Circle[40]
  - 2015 – Miglior attore per Creed – Nato per combattere
- Boston Film Critics Online Awards[41]
  - 2015 – Miglior attore protagonista per Creed – Nato per combattere
- Empire Awards[42]
  - 2016 – Candidatura per il miglior attore per Creed – Nato per combattere
- Gotham Independent Film Awards
  - 2013 – Miglior attore rivelazione per Prossima fermata Fruitvale Station
- Georgia Film Critics Association[39][43]
  - 2015 – Candidatura per il Miglior attore per Creed – Nato per combattere
- Hamptons International Film Festival
  - 2013 – Miglior attore rivelazione per Prossima fermata Fruitvale Station
- Hollywood Film Festival
  - 2013 – Miglior esordiente per Prossima fermata Fruitvale Station
- Independent Spirit Awards
  - 2014 – Candidatura per il miglior attore per Prossima fermata Fruitvale Station
- Las Vegas Film Critics Society[39]
  - 2015 – Candidatura per il Miglior attore per Creed – Nato per combattere
- MTV Movie Awards
  - 2014 – Candidatura per la miglior performance rivelazione per Prossima fermata Fruitvale Station
  - 2016 – Candidatura per la miglior performance maschile per Creed – Nato per combattere[44]
- National Board of Review of Motion Pictures
  - 2013 – Miglior attore rivelazione per Prossima fermata Fruitvale Station
- National Society of Film Critics[45]
  - 2016 – Miglior attore protagonista per Creed – Nato per combattere
- NAACP Image Award[46][47]
  - 2015 – Miglior attore per Creed – Nato per combattere
  - 2015 – Miglior intrattenitore dell'anno per Creed – Nato per combattere
- Online Film Critics Society[48]
  - 2015 – Candidatura per il Miglior attore per Creed – Nato per combattere
- Santa Barbara International Film Festival
  - 2013 – Miglior attore per Prossima fermata Fruitvale Station
- Seattle Film Critics Survey[49]
  - 2016 – Candidatura per il Miglior attore protagonista per Creed – Nato per combattere
- Satellite Award
  - 2014 – Miglior attore emergente per Prossima fermata Fruitvale Station
- Saturn Award[50]
  - 2018 – Candidatura per il Miglior attore non protagonista per Black Panther
- Teen Choice Awards[51]
  - 2016 – Candidatura per il Miglior attore in un film drammatico per Creed – Nato per combattere
- Zurich Film Festival
  - 2013 – Miglior attore per Prossima fermata Fruitvale Station

## Doppiatori italiani
Nelle versioni in italiano delle opere in cui ha recitato, Michael B. Jordan è stato doppiato da:
- Simone Crisari in The Wire, Burn Notice - Duro a morire, Parenthood, Chronicle, Prossima fermata Fruitvale Station, Quel momento imbarazzante, Fantastic 4 - I Fantastici Quattro, Creed - Nato per combattere, Da Rocky a Creed, la leggenda continua, Black Panther, Creed II, Fahrenheit 451, Il diritto di opporsi, Dion, Senza rimorso, Space Jam: New Legends, Le parole che voglio dirti, Black Panther: Wakanda Forever, Creed III, I peccatori
- Paolo Vivio in CSI - Scena del crimine, Dr. House - Medical Division
- Stefano Brusa in Law & Order - Criminal Intent
- Fabrizio De Flaviis in Senza traccia
- Flavio Aquilone in Cold Case - Delitti irrisolti
- Fabrizio Vidale in Friday Night Lights
- Gabriele Lopez in Lie to Me
- Gianluca Crisafi in Red Tails
- Andrea Lavagnino in Kin

Da doppiatore è stato sostituito da:
- Simone Crisari in What If...?, America the Beautiful
- Alessandro Mercurio in Gears of War 3
- Francesco De Francesco in Love, Death & Robots